# Eutimio il Grande
Sant'Eutimio (Melitene, 377 – Palestina, 20 gennaio 473) detto anche sant'Eutimio il Grande, è venerato come santo dalla Chiesa cattolica e da quella ortodossa, visse da anacoreta e fondò diverse laure in Palestina, fu per il movimento monacale della Palestina quello che sant'Antonio abate fu per quello dell'Egitto.

## Agiografia
Quello che sappiamo della sua vita ci è stato tramandato dalla vita scritta da Cirillo di Scitopoli, alcuni anni dopo la sua morte. Nacque da una nobile famiglia di Melitene nella Piccola Armenia. Figlio unico di Paolo e Dionisia, arrivato quando i genitori erano già in età avanzata, accolto come dono ottenuto dopo grandi preghiere. Rimane orfano di padre a tre anni. La madre lo affida in giovane età alla guida del vescovo locale Otreio, che lo istruisce con una solida preparazione teologica. Venne consacrato sacerdote a diciannove anni. A lui venne affidato l'ispettorato dei monasteri della diocesi. Ma la sua inclinazione lo portava a cercare spesso la solitudine e il raccoglimento. Passa sempre più tempo nei monasteri di San Polieuto e dei Trentatré Martiri.
Dopo una decina di anni decide di partire per un pellegrinaggio in Terra santa. Durante questo viaggio ebbe modo di entrare in contatto con i padri del deserto della Palestina. Si stabilì da prima presso la laura di Pharan, qui conobbe e strinse amicizia con san Teotisto l'Igumeno. Come molti anacoreti, si guadagnava da vivere intrecciando ceste e la sua vita era retta da lunghe veglie e ferrei digiuni. Trascorse alcuni anni presso questa comunità, in seguito si portò nei pressi del Mar Morto assieme a Teotisto, vivendo in una grotta che venne presto trasformata in una chiesa. In questo luogo appartato i due vivevano in completo isolamento. Col tempo altri vollero condividere il loro stile di vita e si fondò in quel luogo una nuova laura, che venne edificata su di uno sperone di roccia adiacente alla grotta. Il compagno Teotisto ne assunse la direzione, mentre Eusimio istruiva i monaci alla nuova vita fatta di completo distacco dai beni terreni, fiducia nella Divina Provvidenza, lavoro manuale, devoluzione del superfluo ai poveri, castità e ubbidienza, umiltà e carità.
Attorno all'anno 420 ottiene la conversione di una tribù araba dopo aver guarito il figlio dello sceicco da una grave malattia. Lo sceicco convertito divenne fervente credente e con il nome di Pietro divenne sacerdote e poi primo vescovo di Parembole di Palestina, operando un forte apostolato presso le tribù della sua stirpe. La fama della sua santità si diffonde nella regione e egli, che aspirava a una vita nel silenzio e nella solitudine, con il discepolo Domiziano da prima si sposta nella regione di Rouban, sulla montagna Marda, dove eresse una cappella. Dopo poco tempo passò nel deserto di Ziph e si insediò nella grotta che la tradizione voleva il rifugio di Davide nella fuga dal re Saul. 
Qui nel tempo si formò la laura che prese il suo nome e che venne consacrata dal vescovo di Gerusalemme Giovenale nel 429.
La vita di ritiro praticata da questi eremiti, non voleva dire disinteresse per la vita della chiesa, infatti Eutimio partecipò al Concilio di Efeso del 431.
Quando a Gerusalemme si insediò un vescovo monofisita, Eutimio non esitò a disconoscerlo e a fuggire nel deserto di Roudan con la sua comunità, fino al 458 quando l'imperatore non lo destituì e pose al suo posto il precedente vescovo Giovenale. L'impero era scosso in quel periodo da forti tensioni religiose, l'imperatrice Eudossia che era di credo monofisita fu convertita al credo niceno grazie all'opera di Eutimio.
Nella laura che portava il suo stesso nome morì il 20 gennaio del 473.

## Opera

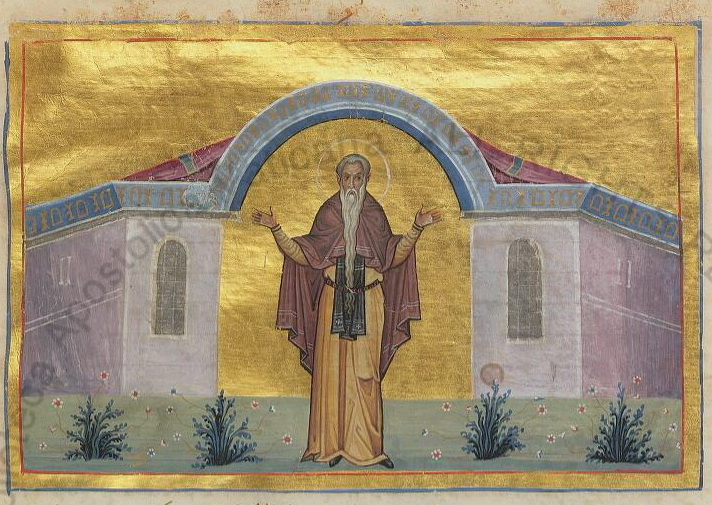
Il santo nel Menologio di Basilio

La Chiesa ortodossa considera Eutimio uno dei principali organizzatori della sua liturgia. A lui viene attribuita la prima codificazione della vita monastica e del calendario liturgico ortodosso detto Typikon, calendario e regola da prima adottata nel monastero di San Saba in Palestina e poi nel monastero Studion di Costantinopoli.

## Culto
Il Martyrologium Romanum lo commemora il giorno della sua morte il 20 gennaio. Non è contemplato nei synaxari bizantini, ma è commemorato nell'antico calendario di Gerusalemme (Kanonarion), il 5 novembre.